# Martriden
Martriden est un groupe de blackened death metal à tendances progressif et symphonique américain, originaire de Havre, dans le Montana.

## Biographie
Martriden est formé en 2000 à Havre, dans le Montana. Six ans après sa formation, le groupe publie un EP homonyme, intitulé Martriden. L'EP est publié le 30 avril 2007 en Amérique du Nord.
En mars 2007, Martriden part en tournée avec Emperor à Chicago et Los Angeles. Le groupe annonce en parallèle leur premier album pour l'été 2007. Le 26 décembre 2007, Martriden publie un avant-goût de son tout premier album, The Unsettling Dark, sur son profil Myspace. L'album est finalement prévu pour le 3 mars 2008 en Europe aux labels Siege of Amida et Candlelight Records. En mai 2008, le groupe est annoncé en tournée le mois prochain en soutien à son album The Unsettling Dark, du 25 juin au 12 août. En juin 2008, le groupe confirme d'autres dates de tournée jusqu'au 14 août. En juillet 2009, le groupe devient entièrement indépendant après avoir quitté son label. Le même mois, Martriden annonce la liste des titres de son prochain album, encore à cette période sans titre.
2010 assiste à la sortie de leur nouvel album, Encounter the Monolith, qui est également leur premier album en indépendant,. En mars 2011, Martriden annonce que des chansons sont déjà écrites pour un nouvel album.
En février 2016, le groupe offre un album huit titres gratuit, intitulé Cold and the Silence, via son compte Bandcamp.

## Membres

### Membres actuels
- Shane Howard - guitare, chant
- Will Thackeray - guitare, chant
- Kyle Howard - clavier, chant

### Anciens membres
- Steve Vonder Heide - batterie
- Kevin Corner - batterie
- Chad 'The Chad' Baumgardner - basse
- John Harrison - basse
- Brian Mueller - basse
- Kevin George - basse, chant (?-2012)
- John Harrison - basse
- Michael Cook - chant

## Discographie
- 2006 : Martriden (EP)
- 2008 : The Unsettling Dark
- 2010 : Encounter the Monolith
- 2016 : Cold and the Silence (téléchargement gratuit)